# 遠浪斎重光
遠浪斎 重光（えんろうさい しげみつ、生没年不詳）は、江戸時代後期の浮世絵師。

## 来歴
歌川広重または柳川重信の門人といわれる。重光、遠浪斎と号す。嘉永（1848年‐1854年）頃、葛飾北斎風の武者絵を残している。江戸時代後期から明治にかけて館林付近で活躍した、絵馬絵師北尾重光と同一人物とみなす研究もある。

## 作品
- 「源義経と佐藤忠信の吉野の別れ」大錦3枚続
- 「寿という獣」大錦
- 「小栗十勇之一個 池庄次郎長」[注釈 2]
- 「義経佐藤忠信によろいかぶとを与う図」[注釈 3]」
- 「源平屋島の戦 那須の与市」[注釈 3]
- 「保元のみだれに源御曹子八郎為朝伊豆の大嶋におひて数万騎を乗せたるたいせんをひと矢にて射かへしたもふ図」[注釈 4]